# Црква Свете Тројице у Берату
Црква Свете Тројице у Берату је средњовековна византијска црква, која се налази на брду у граду Берату, у јужном делу Албаније.

## Опште информације
Црква Свете Тројице је православни храм, а као споменик културе Албаније регистрована је 1948. године. Налази се у оквиру историјског језгра Берата, а састоји се од брода, припата и олтарске нише. Унутар цркве су налази се декорација у византијском стилу, комбинована са западним архитектонским елементима. Унутар цркве уписано је име византијског цара Андроника II Палеолога, што указује да је црква могла бити изграђена у 13. или 14. веку уз његову финансијску помоћ.